# Годшалк (герцог Беневентський)
Годшалк (†743), герцог Беневентський (740–743). Його призначення герцогом не було схвалено королем лангобардів Лютпрандом.
Гнівний Лютпранд спочатку позбавив влади герцога Сполетського Тразімунда II, який лише повернув собі владу, а потім прибув до Беневенто, тоді як Годшалк мав намір залишити герцогство на кораблі. Однак, Годшалк був убитий, його дружина Анна та діти утекли до Греції.